# Redentora
Redentora är en kommun i Brasilien.   Den ligger i delstaten Rio Grande do Sul, i den södra delen av landet, 1 400 km söder om huvudstaden Brasília. Antalet invånare är 10 222.
Trakten runt Redentora består till största delen av jordbruksmark. Runt Redentora är det glesbefolkat, med 11 invånare per kvadratkilometer.